# Кекш (Великопольське воєводство)
Кекш (пол. Kiekrz) — село в Польщі, у гміні Рокетниця Познанського повіту Великопольського воєводства.
Населення — 2403 особи (2011).
У 1975-1998 роках село належало до Познанського воєводства.

## Демографія
Демографічна структура станом на 31 березня 2011 року:
|          | Загалом | Допрацездатний вік | Працездатний вік | Постпрацездатний вік |
| -------- | ------- | ------------------ | ---------------- | -------------------- |
| Чоловіки | 1155    | 324                | 742              | 89                   |
| Жінки    | 1248    | 305                | 761              | 182                  |
| Разом    | 2403    | 629                | 1503             | 271                  |